# Sabine (navn)
 For alternative betydninger, se Sabine. (Se også artikler, som begynder med Sabine)
Sabine eller Sabina er et navn på forskellige sprog. Som fornavn er det et kvindenavn. Sabina er den tidligste form og stammer fra latin og henviser til en sabinerinde. Sabine er en anden form af navnet. Formerne Zabina og Zabine findes også. I Danmark var der i 2022 1173 mennesker med navnet Sabina, og 1683 med navnet Sabine. Mandlige udgaver af navnet findes i Sabinus og Sabin. Sabine bruges også som efternavn.
Navnet er ikke beslægtet med Sabrina, som er afledt af Severn, navnet på en keltisk flod.

## Personer med navnetSabine
- Anna Sabine af Slesvig-Holsten-Sønderborg
- Sabine Bergmann-Pohl
- Sabine Englert
- Sabine Haudepin
- Sabine Lisicki
- Sabine Kirchmeier
- Sabine Meyer
- Sabine Pedersen
- Sabine Spitz

## Personer med navnetSabina
- Sabina (stripper)
- Sabina Guzzanti
- Sabina Jacobsen

## Personer med andre former af navnet
- Edward Sabine
- Karel Sabina
- Poppaea Sabina
- Sabin Tambrea